# Tim Mickelson
Tim Mickelson (Deerfield, Wisconsin, 1948. november 12. – Seattle, Washington, 2017. augusztus 30.) olimpiai ezüstérmes amerikai evezős.

## Pályafutása
Az 1972-es müncheni olimpián nyolcasban ezüstérmes lett. 1974-ben a luzerni világbajnokságon és 1975-ben a mexikóvárosi pánamerikai játékokon ugyanebben a számban aranyérmes lett társaival.

## Sikerei, díjai
- Olimpiai játékok
  - ezüstérmes: 1972, München (nyolcas)
- Világbajnokság
  - aranyérmes: 1974, Luzern (nyolcas)
- Pánamerikai játékok
  - aranyérmes: 1975, Mexikóváros (nyolcas)